# رويان (فرنسا)
رويان (
تنطق بالفرنسية: [ʁwa.jɑ̃]
; 
نطق فرنسي: [ʁwe.jɑ̃]
```
في Saintongeais اللهجة) هي 
بلدية فرنسية
 في الجنوب الغربي من 
فرنسا
، وتقع في 
إقليم
 
شارنت ماريتيم
 (منطقة 
آكيتين الجديدة
).
[
7
]
```

هي المدينة الرئيسية في كوت دي بوتي وبلغ عدد سكانها 18,393 نسمة في 2015، في قلب منطقة حضرية بها 48,982 نسمة في عام 2013 ، رويان هي في المقام الأول واحدة من أهم المنتجعات الساحلية على الساحل الفرنسي للمحيط الأطلسي، بها خمسة شواطئ رملية، وأيضا مارينا يمكن أن تستوعب أكثر من 1000 من القوارب وميناء صيد نشط.

## المناخ
يظهر الجدول التالي التغييرات المناخية على مدار السنة لرويان:
| البيانات المناخية لـرويان         | البيانات المناخية لـرويان | البيانات المناخية لـرويان | البيانات المناخية لـرويان | البيانات المناخية لـرويان | البيانات المناخية لـرويان | البيانات المناخية لـرويان | البيانات المناخية لـرويان | البيانات المناخية لـرويان | البيانات المناخية لـرويان | البيانات المناخية لـرويان | البيانات المناخية لـرويان | البيانات المناخية لـرويان | البيانات المناخية لـرويان |
| الشهر                             | يناير                     | فبراير                    | مارس                      | أبريل                     | مايو                      | يونيو                     | يوليو                     | أغسطس                     | سبتمبر                    | أكتوبر                    | نوفمبر                    | ديسمبر                    | المعدل السنوي             |
| --------------------------------- | ------------------------- | ------------------------- | ------------------------- | ------------------------- | ------------------------- | ------------------------- | ------------------------- | ------------------------- | ------------------------- | ------------------------- | ------------------------- | ------------------------- | ------------------------- |
| متوسط درجة الحرارة الكبرى °م (°ف) | 8.5 (47.3)                | 9.9 (49.8)                | 12.1 (53.8)               | 14.7 (58.5)               | 17.9 (64.2)               | 21.3 (70.3)               | 23.8 (74.8)               | 23.5 (74.3)               | 21.8 (71.2)               | 18.0 (64.4)               | 12.6 (54.7)               | 9.2 (48.6)                | 16.1 (61.0)               |
| المتوسط اليومي °م (°ف)            | 5.9 (42.6)                | 6.9 (44.4)                | 8.7 (47.7)                | 11.1 (52.0)               | 14.3 (57.7)               | 17.5 (63.5)               | 19.8 (67.6)               | 19.6 (67.3)               | 17.8 (64.0)               | 14.2 (57.6)               | 9.4 (48.9)                | 6.6 (43.9)                | 12.7 (54.9)               |
| متوسط درجة الحرارة الصغرى °م (°ف) | 3.4 (38.1)                | 4.0 (39.2)                | 5.4 (41.7)                | 7.4 (45.3)                | 10.7 (51.3)               | 13.7 (56.7)               | 15.8 (60.4)               | 15.7 (60.3)               | 13.7 (56.7)               | 10.5 (50.9)               | 6.3 (43.3)                | 3.9 (39.0)                | 9.2 (48.6)                |
| الهطول مم (إنش)                   | 82.5 (3.25)               | 66.1 (2.60)               | 57.0 (2.24)               | 52.7 (2.07)               | 61.1 (2.41)               | 42.9 (1.69)               | 35.1 (1.38)               | 46.4 (1.83)               | 56.5 (2.22)               | 81.6 (3.21)               | 91.8 (3.61)               | 81.8 (3.22)               | 755.3 (29.74)             |
| ساعات سطوع الشمس الشهرية          | 84                        | 111                       | 174                       | 212                       | 239                       | 272                       | 305                       | 277                       | 218                       | 167                       | 107                       | 85                        | 2٬250                     |
| المصدر: [بحاجة لمصدر]             |                           |                           |                           |                           |                           |                           |                           |                           |                           |                           |                           |                           |                           |

## توأمة
لرويان (فرنسا) اتفاقيات توأمة مع كل من:
- بالينغن
- غوسبورت
- نافبليو
- Annapolis Royal [الإنجليزية]‏

## أعلام
- ديدييه كوينتن
- أنري دي جوردان
- سيباستيان فور
- فيكتور لانو
- أنتوني لوبيز بيرالتا